# 明科町

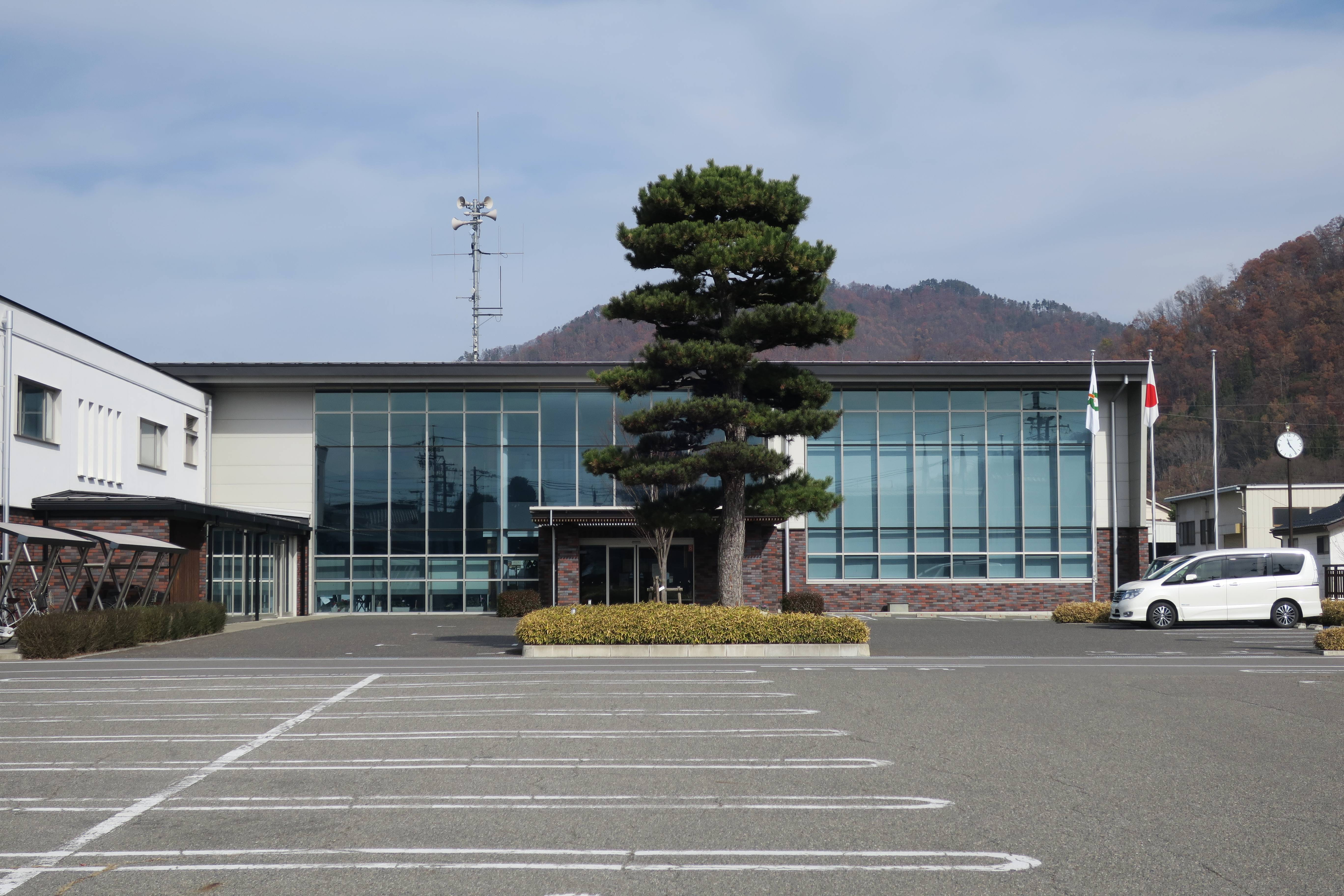
安曇野市明科支所

明科町（あかしなまち）は、長野県の中西部、安曇野地域の東端にあった町である。

## 地理
- 山：長峰山
- 河川：犀川

### 隣接していた自治体
- 松本市
- 東筑摩郡：本城村、生坂村
- 南安曇郡：穂高町、豊科町
- 北安曇郡：池田町

## 歴史
- 1955年（昭和30年）4月1日 - 中川手村・東川手村が合併して明科町が発足。
- 1956年（昭和31年）9月30日 - 北安曇郡七貴村と合併し、改めて東筑摩郡明科町が発足。
- 1957年（昭和32年）3月31日
  - 中之郷・鵜山が北安曇郡池田町に編入。
  - 北安曇郡陸郷村の一部（中・小泉および寺の一部）を編入。
- 2005年（平成17年）10月1日 - 豊科町・穂高町・堀金村・三郷村と合併して安曇野市が発足。同日明科町廃止。

## 経済

### 産業

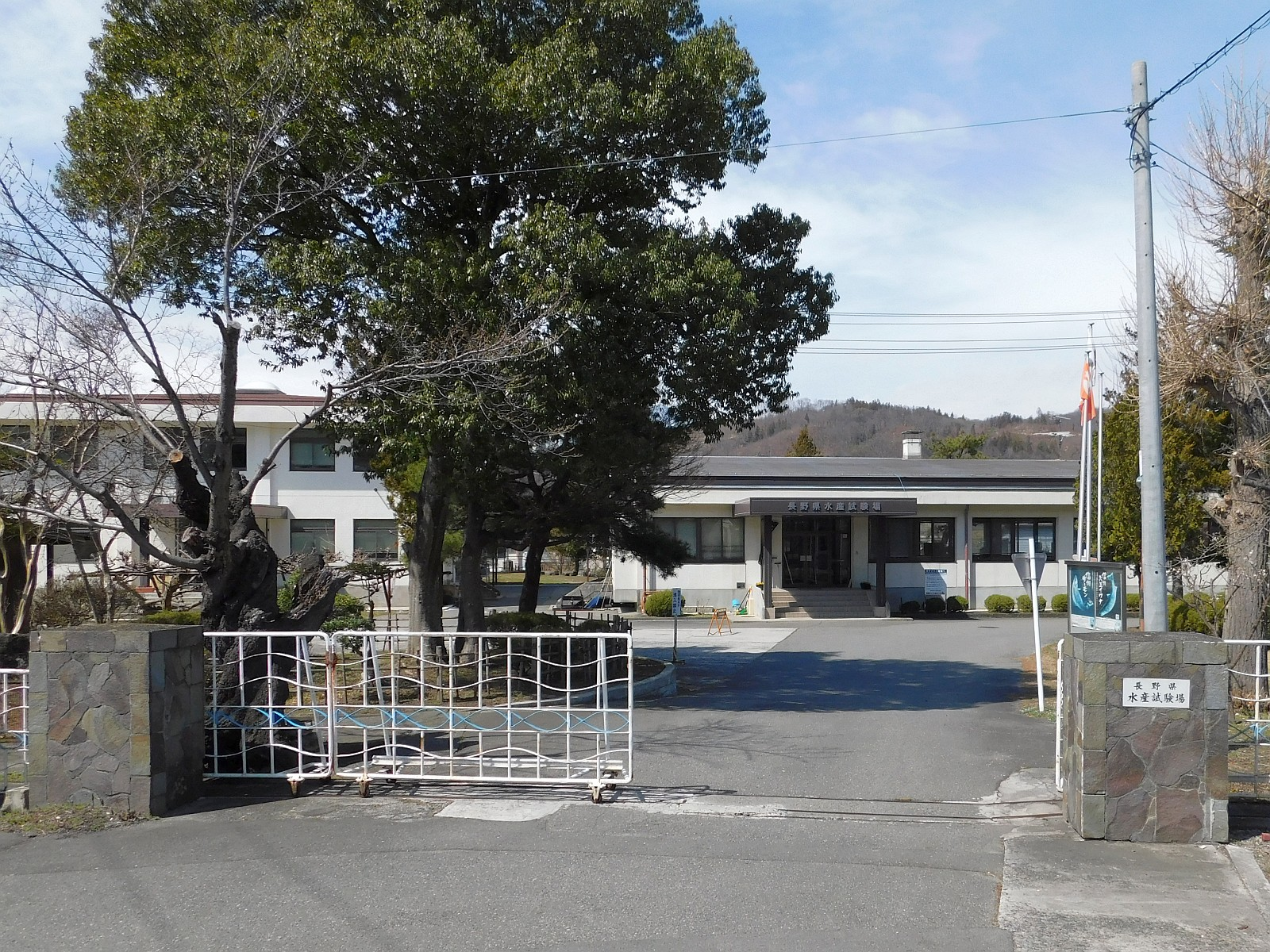
長野県水産試験場

- 長野県水産試験場 - シナノユキマス、信州サーモンの開発

## 姉妹都市・提携都市

### 海外
- 春川市、大韓民国（郡全体で交流していた）

## 地域

### 教育
- 長野県明科高等学校
- 明科町立明科中学校
- 明科町立明南小学校
- 明科町立明北小学校

## 交通

### バス
- 明科町営バス

### 鉄道路線

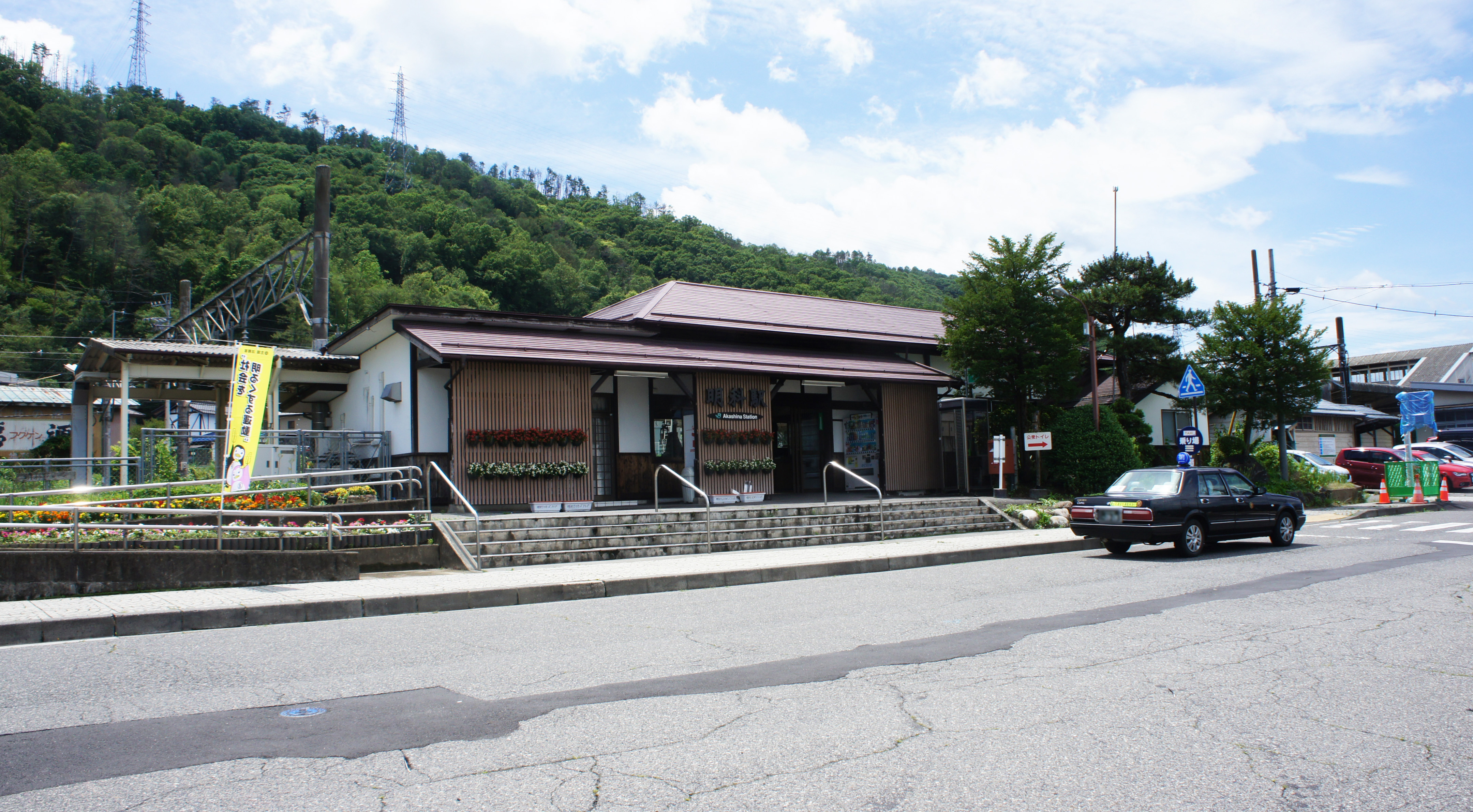
明科駅

東日本旅客鉄道（JR東日本） 篠ノ井線
- 中心となる駅：明科駅

### 道路

#### 高速道路
町内には長野自動車道が開通していたがインターチェンジはなかった。最寄りは豊科インターチェンジ（現：安曇野インターチェンジ）だった。

#### 一般国道
- 国道19号
- 国道403号

#### 県道
- 長野県道51号大町明科線
- 長野県道85号穂高明科線

## 名所・観光スポット・祭事
- 龍門渕公園
- あやめ公園
- あやめまつり（毎年6月）
- 長峰山
- 長峰荘
- 明科フィッシングランド（1972年閉館）

## 出身有名人
- 原田健二 (俳優)